# عبد الله الرشود
عبد الله الرشود (1390هـ - 1426هـ) مُعارض مسلح لنظام المملكة العربية السعودية ومُنَظِّر للسلفية الجهادية ورئيس اللجنة الشرعية لتنظيم القاعدة في بلاد الحرمين.

## نشأته وطلبه للعلم
ولد عبد الله الرشود سنة 1393هـ بحي ليلى في مدينة الأفلاج  جنوب الرياض، حظي بعناية والدته التي قامت بتدريسه وتعليمه بعد أن ٱنفصلت عن والده، درس في مدرسة طارق بن زياد الابتدائية ثم ٱلتحق بالمعهد العلمي بالأفلاج ودرس سنة واحدة فيه، بعدها انتقل مع أسرته للرياض العام 1400هـ وأكمل دراسته في أحد المعاهد العلمية ثم ٱلتحق لاحقاً بجامعة الإمام محمد بن سعود الإسلامية  وتخرج منها عام 1411هـ بتقدير جيد جداً، فعُين مُدرساً في المعهد العلمي بمحافظة النماص الجنوبية سنة واحدة، ثُّم ٱنتقل بعد ذلك للتدريس في معهد القويعية بالقرب من الرياض ست سنوات، ومعهد الملز سنتين قبل أن يستقيل عام 1420هـ. بحجة التفرغ إلى الدعوة. وهذا قد رُشح قبل التدريس لتولي منصب القضاء إلا انه تورع عنه ورفضه.

## مُطاردته ووضع اسمه على قائمة المطلوبين
بعد أحداث 11 سبتمبر 2001 وما تلتها من تبعات على الساحة العالمية عموما وفي المملكة السعودية خصوصاً، وذلك لوجود 15 شخصا من السعودية شاركوا في الهجمات، ادركت السعودية انها بحاجة لتغير المناهج الدراسية وذلك بعد سنوات من تأسيسها، حيث صدر في سنة 1423هـ المرسوم الملكي بدمج (رئاسة تعليم البنات) بـ وزارة المعارف ٱلقرار أوقد موجة غضب وتذمُر في صفوف الأصوليين فثارت موجة نقد وقدح بين كثير من الناس حاول بعض طلبة العلم الحد منها بترتيب زيارة جماعية لإعادة توازن الثقة بالمشايخ الرسميين وذلك إلى مقر مبنى الإفتاء الرسمي وبعد ما بلغ عبد الله الرشود ذلك هرع أيضا مشاركا في محاولة تقريب وجهات النظر كخطوة أولى لرأب الصدع ولم الشمل، ليفاجئ الجميع بأفراد مكافحة الشغب قد تقلدوا رشاشاتهم وواقياتهم وأرصدوا باصاتهم وسياراتهم منعا من دخول أي شيخ أو طالب علم أو شاب لمقابلة أحد من المشايخ في مكتبه الأمر الذي أثار دهشة وحيرة وتساؤلا عن سر هذا العمل، وبعد إصرار الجمع في اليوم الثاني على ضرورة اللقاء كي لا يعود الشباب بتصور سيئ عن المشايخ الرسميين كما هو الحاصل من ذي قبل إلا أن هذه المحاولة بائت بالفشل حيث قامت قوات الشغب في يومها الثاني على تفريق الزائرين ومحاولة القبض على عبد الله الرشود وعلى مجموعة أخرى من الشباب فنجى من الاعتقال ووقع إخوة آخرون زج بهم في السجون، الحادثة التي كانت مفترق الطرق في حياة عبد الله الرشود، حيث وُضع إسمه بعدها وبسببها على قائمة المطلوبين في 13 شوال 1424هـ، محتلا إسمه الرقم 24 في تلك القائمة ، و لا يزال حتى الآن ، حيث لم ترد للحكومة السعودية أدلة من مصادر موثوقة لديها لإثبات وفاته .
بقي عبد الله الرشود مُتخفياً ومُطارداً لمدة عامين ورغم ذلك يقول عن تلك المرحلة: «والذي نفسي بيده إني لأرى شخصي أقل قدراً من أن يكرمني الله عزّ وجلّ بهذا الواقع السعيد الذي أعيشه في ظل مطاردة أعداء الدين» حسب قوله... واضاف قائلا: «فوالله إني لأزداد بمرور الأيام والليالي اغتباطاً وثباتاً بفضل الله ورحمته بل إن أيامي تلك وإن هجمت عليّ أوائلها بشيء من التوجّس والخوف البشري الفطري إلا إنها استحالت ولله الحمد والمنّة بعد ذلك إلى أسعد أيام حياتي على الإطلاق إذ أني ٱستحضرت أن ما أعيشه ما هو إلا نعمةٌ ساقها الله لأرى نفسي أمر بمرحلةٍ سهلةٍ جداً من مراحل الابتلاء العظيم الذي مرّ به أنبياء الله وأتباعهم على هذا الطريق».

## ذهابه إلى العراق ومقتله
في بدايات شهر ربيع الثاني 1426 هـ الموافق عام 2005 ذهب عبد الله الرشود بعد ذلك إلى العراق، لينضم إلى جانب مقاتلين في جماعة تنظيم القاعدة هناك، حتى وصل إلى مدينة القائم، حيث كانت الحرب دائرة بين تنظيم القاعدة وقوات التحالف بقيادة أمريكا، وقعت في شهر جمادى الأولى 1426هـ الموافق يونيو 2005 إحدى المعارك التي أطلق عليها الجيش الأمريكي عملية الرُمح، وبدأت عملية الرمح في 17 يونيو 2005، شاركت في الهجوم قوة قوامها حوالي 1000 من أفراد مشاة البحرية والجيش العراقي من السرية الأولى، الكتيبة الثانية، اللواء الرابع، جرت العملية في محيط المدينة بالقرب من الحدود السورية، وقال قادة التحالف أن المقاتلين الأجانب كانوا يستخدمون المنطقة للتسلل إلى العراق.
عثرت قوات التحالف على أربعة رهائن عراقيين محتجزين في قبو بوسط المدينة، كما عُثر خلالها على ثلاث ورش لتفخيخ السيارات وعبوات ناسفة و17 سيارة مفخخة. وأثناء العملية تعرضت قوات المارينز والقوات العراقية لنيران كثيفة وقتل جندي واحد خلالها. شارك الطيران الأمريكي ووجه ضربات جوية على ثلاثة مبان، وقُتل عبد الله الرشود رفقة أبو الليث النجدي الذي دخل معه إلى العراق وقُتل معهم أبو الغادية الشامي الذي أرسله أبو مصعب الزرقاوي لٱستقب

وفي يوم الخميس 16 جمادى الأولى 1426هـ الموافق 23 يونيو 2005 أصدر أمير تنظيم القاعدة في بلاد الرافدين أبو مصعب الزرقاوي بياناً نعى فيه عبد الله الرشود ومما جاء في البيان: